# Рада (имя)
Ра́да — женское русское, славянское имя, в переводе со старославянского — «весёлая».
Рада происходит от короткой формы прилагательного «радостный» (южнорусский — радый) — рад.
Известно также в польском (пол. Rada), болгарском (болг. Рада и мужское: Рад) и белорусском (бел. Рада) языках. 
В Советском Союзе имени Рада дали иное толкование. Якобы оно образовано от сокращения словосочетания — «Рабочая демократия» (см. статью имена советского происхождения).
Также Рада — это сокращённая форма (уменьшительно-ласкательное обращение) некоторых женских (Радость, Ариадна, Радислава, Радмила, Радомира, Радана, Радосвета, Радослава, Радостина) и мужских имён (Милорад, Радослав, Радомир).
Производные: Радка, Ада.